# Michael Bryan
Michael Anthony Bryan (ur. 21 lutego 1990 w Londynie) – północnoirlandzki piłkarz występujący na pozycji pomocnika. Zawodnik Watfordu.

## Kariera klubowa
Bryan treningi rozpoczął w 2000 roku w angielskim klubie Queens Park Rangers. W 2006 roku przeszedł do juniorów Watfordu. W 2009 roku został włączony do jego pierwszej drużyny, grającej w Championship. W tych rozgrywkach zadebiutował 15 sierpnia 2009 roku w przegranym 0:2 pojedynku z Sheffield United. W sezonie 2009/2010 rozegrał 7 ligowych spotkań, a w lidze zajął z zespołem 16. miejsce.

## Kariera reprezentacyjna
W reprezentacji Irlandii Północnej Bryan zadebiutował 26 maja 2010 roku w przegranym 0:2 towarzyskim meczu z Turcją.